# Danny Bautista
Daniel Bautista Alcántara, mais conhecido como Danny Bautista, é um ex-jogador profissional de beisebol dominicano.

## Carreira
Danny Bautista foi campeão da World Series 2001 jogando pelo Arizona Diamondbacks. Na série de partidas decisiva, sua equipe venceu o New York Yankees por 4 jogos a 3.